# Premier League – A szezon játékosa
A Premier League – A szezon játékosa (Premier League Player of the Season) egy minden évben kiosztott elismerés annak a játékosnak akit az adott idényben a legjobbnak véltek a Premier League idényében. A díjat általában május második, harmadik hetében, a bajnokság vége után adják át. A díjazott kilétére a mindenkori szponzor által kiválasztott szaktekintélyek, a rajongók, és az újságírók szavazatai után derül fény. A díj névadó szponzora jelenleg az Electronic Arts amerikai videójáték fejlesztő és kiadó cég.

## Győztesek

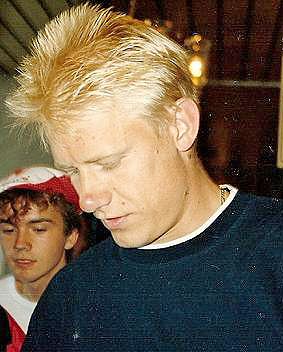
Peter Schmeichel, az 1996-os győztes az egyetlen kapus aki kiérdemelte a díjat.

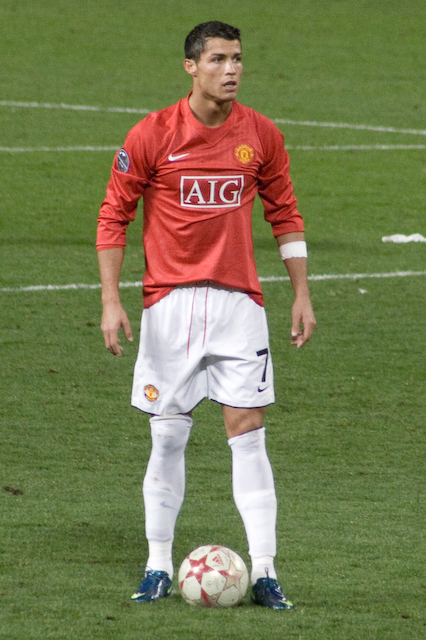
Cristiano Ronaldo, a 2007-es és 2008-as győztes utóbbi évben az Aranylabdát is elnyerte.

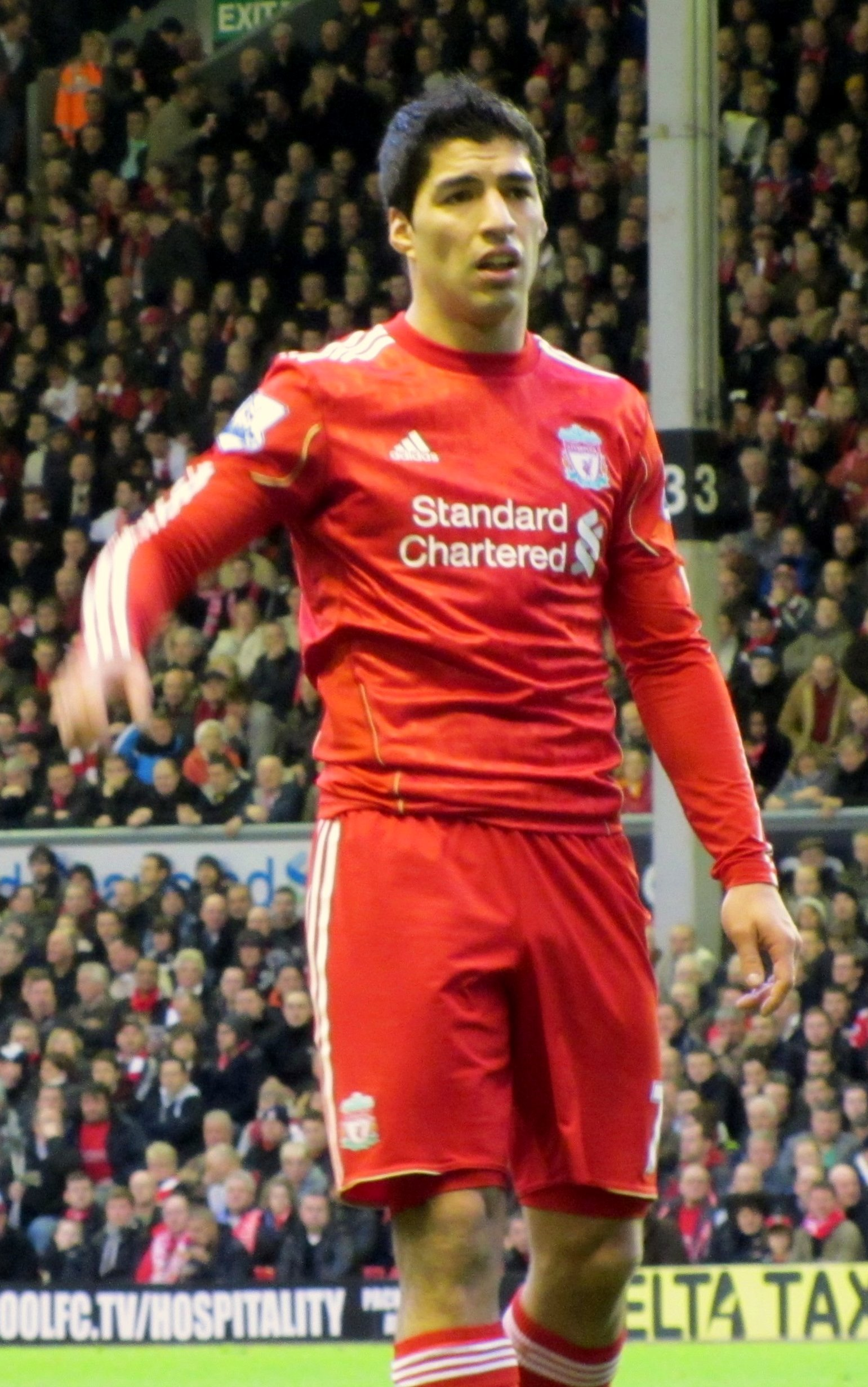
Luis Suárez 2014-ben az év játékosa díj mellett az Európai aranycipőt is elnyerte abban az évben.

| Játékos | A játékos neve és az, hogy hányszor nyerte el a díjat. |
|         | Játékosok, akik több díjat is elnyertek a szezonban.   |
|         | Csapatok, amelyek bajnokok lettek abban a szezonban.   |

| Szezon    | Játékos             | Pozíció     | Nemzetiség         | Klub              | Forrás(ok)    |
| --------- | ------------------- | ----------- | ------------------ | ----------------- | ------------- |
| 1994–1995 | Alan Shearer        | csatár      | Anglia             | Blackburn Rovers  | [ 1 ]         |
| 1995–1996 | Peter Schmeichel    | Kapus       | Dánia              | Manchester United | [ 2 ]         |
| 1996–1997 | Juninho             | középpályás | Brazília           | Middlesbrough     | [ 3 ]         |
| 1997–1998 | Michael Owen        | csatár      | Anglia             | Liverpool         | [ 4 ]         |
| 1998–1999 | Dwight Yorke        | csatár      | Trinidad és Tobago | Manchester United | [ 5 ]         |
| 1999–2000 | Kevin Phillips      | csatár      | Anglia             | Sunderland        | [ 6 ]         |
| 2000–2001 | Patrick Vieira      | középpályás | Franciaország      | Arsenal           | [ 7 ]         |
| 2001–2002 | Fredrik Ljungberg   | középpályás | Svédország         | Arsenal           | [ 8 ]         |
| 2002–2003 | Ruud van Nistelrooy | csatár      | Hollandia          | Manchester United | [ 9 ] [ 10 ]  |
| 2003–2004 | Thierry Henry       | csatár      | Franciaország      | Arsenal           | [ 11 ] [ 12 ] |
| 2004–2005 | Frank Lampard       | középpályás | Anglia             | Chelsea           | [ 13 ] [ 14 ] |
| 2005–2006 | Thierry Henry       | csatár      | Franciaország      | Arsenal           | [ 15 ] [ 16 ] |
| 2006–2007 | Cristiano Ronaldo   | középpályás | Portugália         | Manchester United | [ 17 ]        |
| 2007–2008 | Cristiano Ronaldo   | középpályás | Portugália         | Manchester United | [ 17 ] [ 18 ] |
| 2008–2009 | Nemanja Vidić       | hátvéd      | Szerbia            | Manchester United | [ 19 ]        |
| 2009–2010 | Wayne Rooney        | csatár      | Anglia             | Manchester United | [ 20 ]        |
| 2010–2011 | Nemanja Vidić       | hátvéd      | Szerbia            | Manchester United | [ 21 ]        |
| 2011–2012 | Vincent Kompany     | hátvéd      | Belgium            | Manchester City   | [ 22 ]        |
| 2012–2013 | Gareth Bale         | középpályás | Wales              | Tottenham Hotspur | [ 23 ]        |
| 2013–2014 | Luis Alberto Suárez | csatár      | Uruguay            | Liverpool         | [ 24 ]        |
| 2014–2015 | Eden Hazard         | középpályás | Belgium            | Chelsea           | [ 25 ]        |
| 2015–2016 | Jamie Vardy         | csatár      | Anglia             | Leicester City    | [ 26 ]        |
| 2016–2017 | N’Golo Kanté        | középpályás | Franciaország      | Chelsea           | [ 27 ]        |
| 2017–2018 | Mohamed Szaláh      | csatár      | Egyiptom           | Liverpool         |               |
| 2018–2019 | Virgil van Dijk     | hátvéd      | Hollandia          | Liverpool         |               |
| 2019–2020 | Kevin De Bruyne     | középpályás | Belgium            | Manchester City   |               |
| 2020–2021 | Rúben Dias          | hátvéd      | Portugália         | Manchester City   |               |
| 2021–2022 | Kevin De Bruyne     | középpályás | Belgium            | Manchester City   |               |
| 2022–2023 | Erling Haaland      | csatár      | Norvégia           | Manchester City   |               |
| 2023–2024 | Phil Foden          | csatár      | Anglia             | Manchester City   | [ 28 ]        |
| 2024–2025 | Mohamed Szaláh      | csatár      | Egyiptom           | Liverpool         | [ 29 ]        |

## Győztesek országonként
| Ország             | Győztes |
| ------------------ | ------- |
| Anglia             | 7       |
| Franciaország      | 4       |
| Belgium            | 4       |
| Egyiptom           | 2       |
| Portugália         | 2       |
| Szerbia            | 2       |
| Hollandia          | 2       |
| Brazília           | 1       |
| Dánia              | 1       |
| Norvégia           | 1       |
| Trinidad és Tobago | 1       |
| Svédország         | 1       |
| Wales              | 1       |
| Uruguay            | 1       |

## Győztesek klubonként
| Klub              | Győztesek |
| ----------------- | --------- |
| Manchester United | 8         |
| Manchester City   | 6         |
| Liverpool         | 5         |
| Arsenal           | 4         |
| Chelsea           | 2         |
| Leicester City    | 1         |
| Blackburn Rovers  | 1         |
| Middlesbrough     | 1         |
| Sunderland        | 1         |
| Tottenham Hotspur | 1         |